# Kilonova

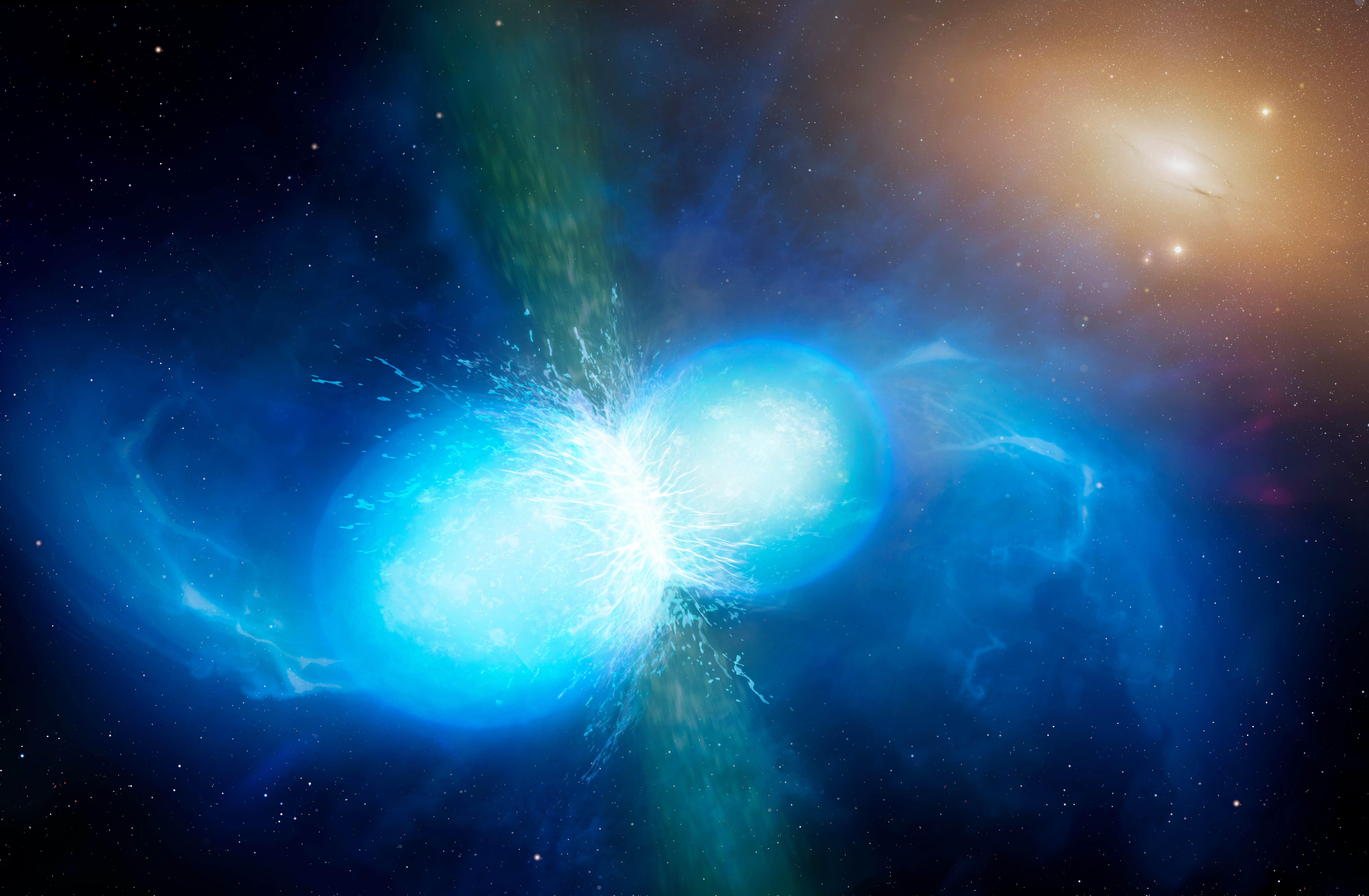
Konstnärlig illustration av två neutronstjärnor som kolliderar, producerar gravitationsvågor och resulterar i en kilonova.

En kilonova är ett kraftigt astronomiskt fenomen som inträffar i ett kompakt binärt system när två neutronstjärnor eller en neutronstjärna och ett svart hål kolliderar och slås samman med varandra. Fenomenet kan pågå från några dagar upp till flera veckor efter sammanslagningen.
Den första teoretiska modellen för termiska transienter från neutronstjärnesammanslagningar presenterades av Li-Xin Li och Bohdan Paczyński 1998. Namnet kilonova introducerades sedan av Metzger et al. (2010) och syftar på att fenomenets luminositet är omkring tusen gånger (kilo-) ljusstarkare än hos en klassisk nova.

## Fysikaliska processer
Vid sammanslagningen av två kompakta objekt frigörs stora mängder energi i form av gravitationsvågor. Kilonovor är viktiga för förståelsen av universeums nukleosyntes, eftersom de anses vara en huvudkälla till några av de tyngsta grundämnena i det periodiska systemet. I samband med kollisionen frigörs extrema mängder energi samtidigt som man har ett stort överskott av neutroner. Dessa neutroner fångas snabbt upp av atomkärnor i en process som kallas r-processen, vilket leder till bildandet av nya grundämnen med höga atomnummer som inte kan bildas i vanliga stjärnor. Många grundämnen tyngre än järn bildas i dessa miljöer, inklusive sällsynta grundämnen som till exempel guld och platina. Ljusemissionen från en kilonova drivs av det radioaktiva sönderfallet av dessa nybildade isotoper.

## Observationer

Kilonova i GRB160821B observerat av Hubbleteleskopet

Den första bekräftade observationen av en kilonova skedde 17 augusti 2017 i samband med händelsen GW170817, där gravitationsvågor registrerades av LIGO/Virgo-samarbetet, samtidigt som ljusemission observerades. Detta blev den första händelsen där gravitationsvågor och elektromagnetisk strålning observerades från samma källa.

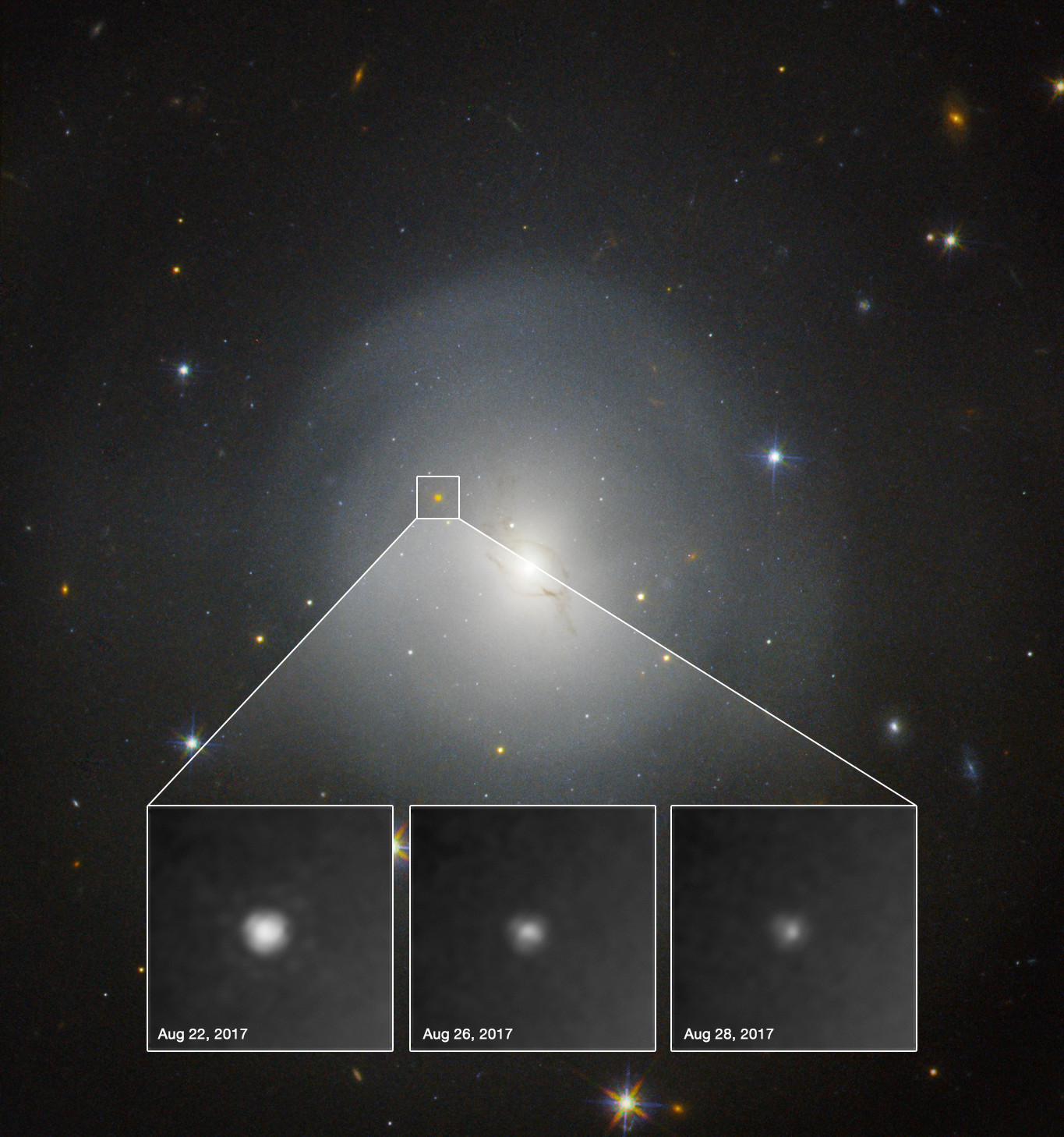
Den första observationen av en kilonova med Hubbleteleskopet mellan 22 och 28 augusti 2017.

Tidigare kandidater, såsom GRB 130603B, har också föreslagits som möjliga kilonovor, men utan samma entydiga bevis som GW170817.